# أندريا سنكلير
أندريا سنكلير هي لاعبة كرلنغ كندية، ولدت في 14 مايو 1993 في أوتاوا في كندا.